# Xinjiangacris rufitibis
Xinjiangacris rufitibis is een rechtvleugelig insect uit de familie veldsprinkhanen (Acrididae). De wetenschappelijke naam van deze soort is voor het eerst geldig gepubliceerd in 1993 door Zheng.